# Vol Delta Connection 4819
Le 17 février 2025, le Bombardier CRJ900 effectuant le vol Delta Connection 4819, entre Minneapolis, aux États-Unis, et Toronto, au Canada, s'écrase lors de son atterrissage à l'aéroport international Pearson de Toronto, dans l'Ontario. Les 76 passagers et quatre membres d'équipage survivent à l'accident, qui laisse vingt-et-une personnes blessées.

## Aéronef

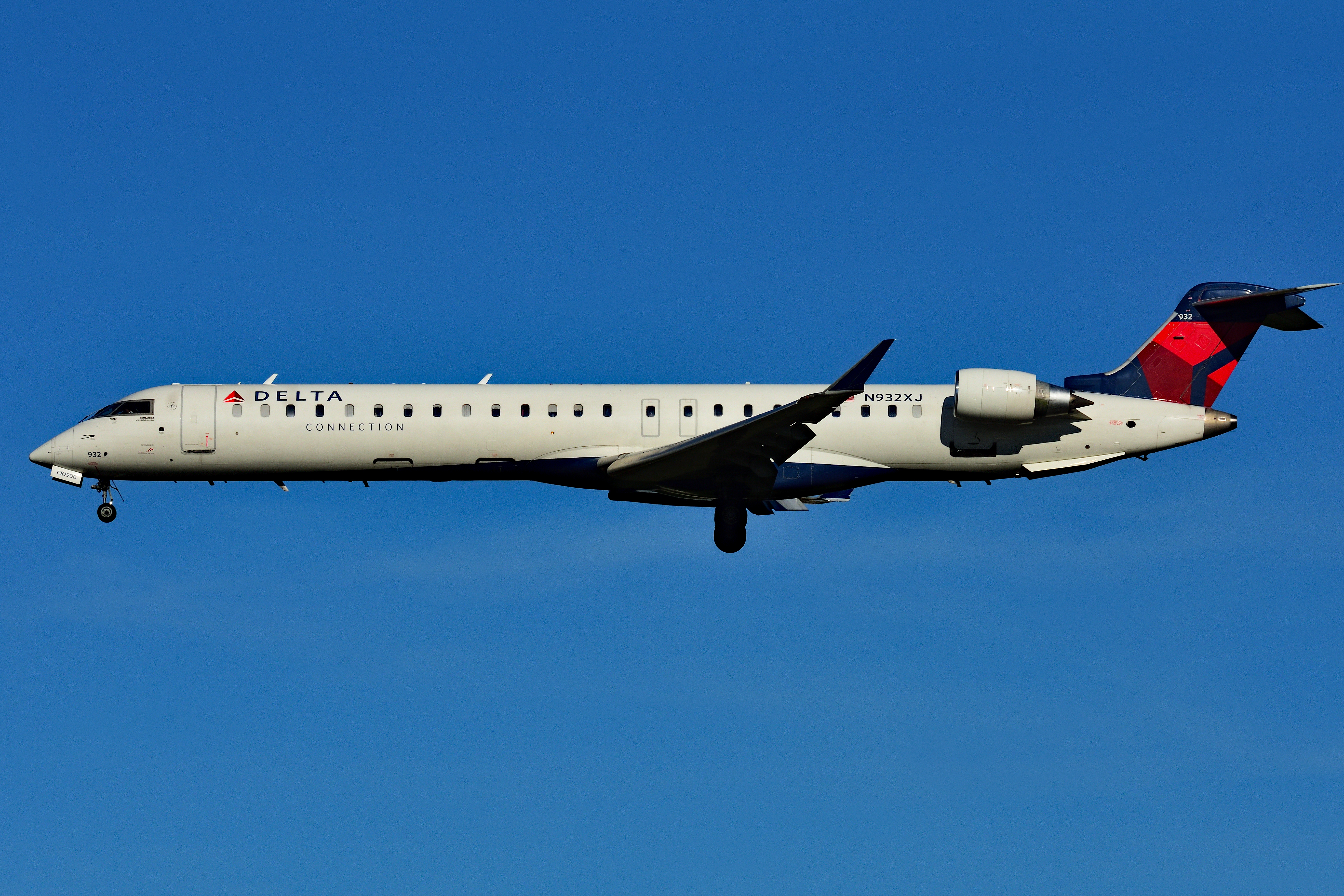
N932XJ, l'appareil impliqué dans l'accident, photographié en octobre 2024.

L'avion impliqué était un Bombardier CRJ900-LR immatriculé N932XJ (numéro de série 15194), un avion de ligne régional en service depuis 16 ans. Il avait été modifié pour effectuer des vols plus longs que le modèle de base et il pouvait accueillir jusqu'à 76 passagers. Fabriqué en 2008, il était propulsé par deux turboréacteurs General Electric CF34-8C5.

## Passagers et équipage
Il y avait 80 personnes à bord (4 membres d'équipage et 76 passagers), dont 22 étaient des ressortissants canadiens. L'équipage était composé d'un commandant de bord, d'un copilote et de deux agents de bord.
Le commandant de bord a été embauché par Mesaba Airlines, le prédécesseur d'Endeavor Air, en octobre 2007. Après la fusion de Mesaba avec Pinnacle Airlines en 2012 pour former Endeavor Air, il a poursuivi sa carrière au sein de la compagnie aérienne, servant comme commandant de bord en service actif tout en occupant des postes liés à la formation des pilotes et à la sécurité des vols. Au moment de l'accident, il était le pilote surveillant. Il totalisait 3 570 heures de vol, dont 764 heures sur des avions de la série CRJ. Cependant, il avait principalement formé d'autres pilotes sur simulateur et n'avait effectué que 3,5 heures de vol en situation réelle au cours des 30 jours précédents ce vol.
La copilote a rejoint Endeavor Air en janvier 2024, a terminé sa formation en avril et volait pour la compagnie aérienne depuis la fin de sa formation. Elle était la pilote en fonction (PF) lors de l'accident. Elle totalisait 1 422 heures de vol, dont 418 heures sur des appareils de la série CRJ.

## Accident

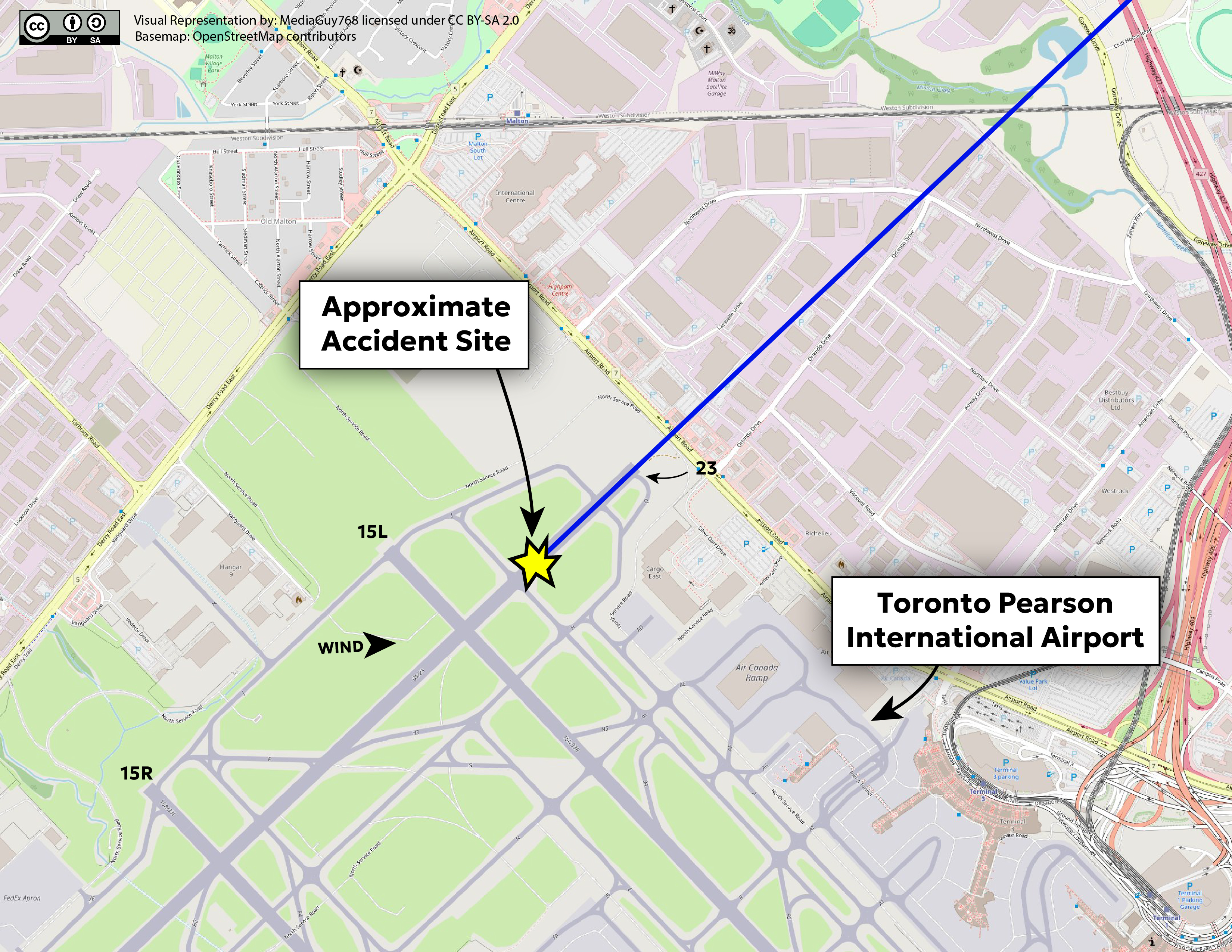
Carte illustrant la phase finale du vol 4819.

Lors de l'atterrissage, le CRJ900 assurant ce vol a basculé sur le flanc avant de finir sa course à la renverse et de prendre feu, une aile ayant été arrachée lors de l'impact. Des bourrasques soufflant à plus de 60 km/h ont été enregistrées dans la région, déplaçant la neige qui s'était accumulée durant la fin de semaine.
Selon les premières analyses et les vidéos disponibles, l'avion est arrivé en crabe (position normale en cas de vent de travers) et s'est posé sur le train d'atterrissage droit. Ce train a cédé à l'impact, entraînant la rotation immédiate de l'avion en tonneau. La vitesse verticale de descente était un peu trop élevée (environ 1 000 ft/min, alors qu'un taux de descente normal est de 400 ft/min), et l'arrondi final peu marqué. L'analyse mécanique de la rupture du train d'atterrissage devrait en préciser la cause.
21 personnes sont blessées, une seule étant encore hospitalisée le 19 février. La compagnie aérienne Delta propose à cette date 30 000 dollars américains de compensation par passager.